# Bedulita
Bedulita là một đô thị ở tỉnh Bergamo trong vùng Lombardia của nước Ý, có vị trí cách khoảng 45 km về phía đông bắc của Milano và khoảng 13 km về phía tây bắc của Bergamo. Tại thời điểm ngày 31 tháng 12 năm 2004, đô thị này có dân số 727 người và diện tích là 4,1 km².
Bedulita giáp các đô thị: Berbenno, Capizzone, Costa Valle Imagna, Roncola, Sant'Omobono Imagna.